# Finnische Badmintonmeisterschaft 1965
Die Finnische Badmintonmeisterschaft 1965 fand in Helsinki statt. Es war die elfte Austragung der nationalen Titelkämpfe von Finnland im Badminton.

## Titelträger
| Disziplin    | Sieger                                 |
| ------------ | -------------------------------------- |
| Herreneinzel | Rainer Brander                         |
| Dameneinzel  | Maritta Petrell                        |
| Herrendoppel | Bengt Söderberg Mårten Segercrantz     |
| Damendoppel  | Maritta Petrell Terttu Weckström       |
| Mixed        | Mårten Segercrantz Lisbeth Baumgartner |